# Поластрон (Жер)
Поластро́н (фр. Polastron) — коммуна во Франции, находится в регионе Юг — Пиренеи. Департамент — Жер. Входит в состав кантона Саматан. Округ коммуны — Ош.
Код INSEE коммуны — 32321.

## География

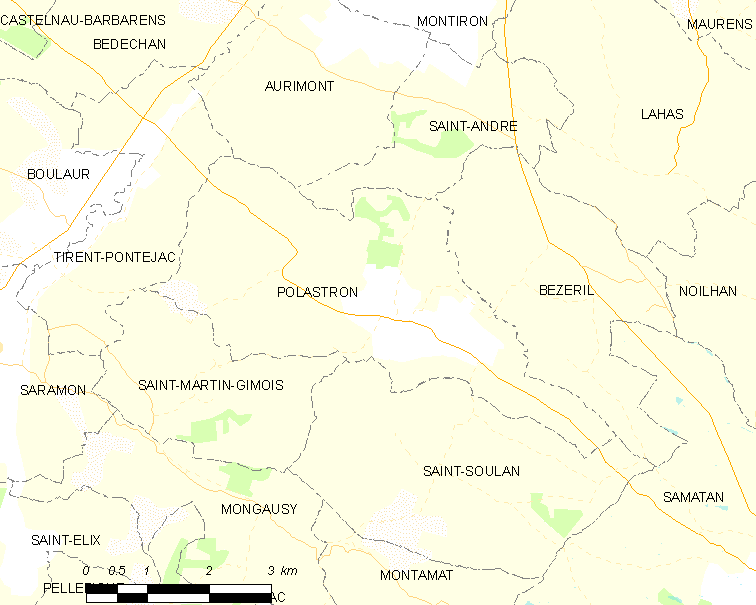
Карта коммуны

Коммуна расположена приблизительно в 610 км к югу от Парижа, в 50 км западнее Тулузы, в 25 км к юго-восточнее от Оша.
По территории коммуны коммуны протекает река Маркау.

## Климат
Климат умеренно-океанический. Лето жаркое и немного дождливое, температура часто превышает 35 °С. Зимой часто бывает отрицательная температура и ночные заморозки. Годовое количество осадков — 700—900 мм.

## Население
Население коммуны на 2010 год составляло 260 человек.
| 1962 | 1968 | 1975 | 1982 | 1990 | 1999 | 2010 |
| ---- | ---- | ---- | ---- | ---- | ---- | ---- |
| 302  | 231  | 198  | 191  | 191  | 188  | 260  |

## Администрация
| Период | Период | Фамилия      | Партия | Примечания |
| ------ | ------ | ------------ | ------ | ---------- |
| 2001   | 2020   | Ален Лаффито |        |            |

## Экономика
В 2010 году среди 156 человек трудоспособного возраста (15-64 лет) 120 были экономически активными, 36 — неактивными (показатель активности — 76,9 %, в 1999 году было 74,4 %). Из 120 активных жителей работали 113 человек (61 мужчина и 52 женщины), безработных было 7 (2 мужчин и 5 женщин). Среди 36 неактивных 15 человек были учениками или студентами, 8 — пенсионерами, 13 были неактивными по другим причинам.